# Walk Me Home...
Walk Me Home... es el EP debut del cantante estadounidense Benson Boone, lanzado el 29 de julio de 2022 a través del sello Night Street de Dan Reynolds y Warner Records. Estuvo precedido por cuatro sencillos: «Ghost Town» e «In the Stars», que ingresaron en las listas internacionales, así como «Room for 2» y «Better Alone».

## Recepción

### Crítica
Asher White, de The Line of Best Fit, fue casi completamente negativo en su reseña, describiendo el EP como «media hora de baladas monótonas y empalagosas, con pocos cambios en dinámica o tono. Su homogeneidad es casi impresionante, al igual que su compromiso con una producción minimalista y con filtro de Instagram, que aísla el piano y la voz de Boone». White señaló que el «único recurso» del cantante es un «canto apasionado y forzado, que sube a falsete cuando quiere transmitir sensibilidad», y calificó su pronunciación como «casi paródicamente indie», mientras que su música «parece no estar dirigida a nadie, demasiado amplia en estilo como para atraer a un público específico, pero demasiado impersonal como para ser para él mismo». Concluyó que, a menos que Boone encuentre un «productor interesante», «estará tan perdido como sugiere la portada de su álbum».

## Lista de canciones
| Lista de canciones de Walk Me Home... |                          |                                             |                    |          |  |
| N.º                                   | Título                   | Escritor(es)                                | Productor(es)      | Duración |  |
| 1.                                    | «Ghost Town»             | Benson Boone JT Daly Nolan Sipe Tushar Apte | Daly               | 3:13     |  |
| 2.                                    | «Let Me Go»              | Boone David Arkwright Justin Gammella Sipe  | Arkwright Gammella | 2:39     |  |
| 3.                                    | «In the Stars»           | Boone Jason Evigan Michael Pollack          | Evigan             | 3:36     |  |
| 4.                                    | «Better Alone»           | Boone Jack LaFrantz Jason Suwito            | Suwito             | 3:29     |  |
| 5.                                    | «Nights Like These»      | Boone Sipe                                  | Daly               | 2:52     |  |
| 6.                                    | «Empty Heart Shaped Box» | Boone Sipe Joe London Neil Ormandy          | London             | 2:56     |  |
| 7.                                    | «Room for 2»             | Boone Jorgen Odegard Phil Plested           | Odegard            | 2:31     |  |
| 8.                                    | «Work of Art»            | Boone LaFrantz William Larsen               | Suwito Larsen      | 2:49     |  |

## Posicionamiento en listas
| Listas (2022)                           | Mejor posición |
| --------------------------------------- | -------------- |
| Bélgica (Ultratop flamenca)             | 109            |
| Finlandia (Suomen Virallinen Lista)     | 36             |
| Francia (SNEP)                          | 184            |
| Noruega (VG-lista)                      | 4              |
| Suecia (Sverigetopplistan)              | 16             |
| Reino Unido (UK Album Downloads)        | 100            |
| Estados Unidos (Top Heatseekers Albums) | 3              |